# Cape Leveque Road
Die Cape Leveque Road ist eine Outbackpiste im Norden des australischen Bundesstaates Western Australia. Sie verbindet die Broome Road nördlich von Broome mit dem Cape Leveque, der Nordspitze der Dampier Peninsula.

## Verlauf
Die Outbackpiste zweigt ca. 10 km nördlich von Broome von der Broome Road nach Norden ab und führt nach Nord-Nordosten. Nach ca. 108 km ist Beagle Bay erreicht, wo eine Tankmöglichkeit besteht. Weiter führt sie ihr Weg nach Nord-Nordosten durch das Aboriginesreservat Beagle Bay zur Siedlung Lombadina, wo erneut eine Tankstelle ist. Von dort ist nach weiteren 14 km das Cape Leveque erreicht.

## Bedeutung und Straßenzustand
Die Cape Leveque Road ist für die Versorgung der Gemeinden auf der Dampier Peninsula wichtig und wird daher vom Broome Shire unterhalten.
Ab Beagle Bay nach Norden ist sie asphaltiert. Der südliche Abschnitt wird nur mangelhaft unterhalten. Viele Abschnitte sind eine Waschbrettpiste und müssen in der Regenzeit gesperrt werden, weil sie überflutet und unpassierbar sind. Generell wird für den südlichen Abschnitt der Einsatz eines allradgetriebenen Fahrzeuges empfohlen.